# Louis Nye
Louis Nye (1 de mayo de 1913 - 9 de octubre de 2005) fue un actor y comediante estadounidense. Es tío abuelo de Casey Neistat.

## Biografía
Su nombre real era Louis Neistat y nació en Hartford, Connecticut. Hijo de Joseph Neistat (18 de mayo de 1881 - septiembre de 1967) y de Jennie Sherman (1890). Su hermana era Rose Neistat (nacida en 1917). Aunque Louis, quien pronunció su nombre como "Louie", afirmó haber nacido en 1922, fue catalogado como de seis años en el condado de Hartford County, Connecticut, en 1920. 
Los padres de Louis eran judíos nacidos en Rusia. Emigraron a los Estados Unidos en 1906, y se convirtieron en ciudadanos naturalizados en 1911. Louis asistió a la Weaver High School, pero no sobresalió como estudiante. "Mis calificaciones eran bajas, no me dejaron entrar en el club del teatro, así que fui a WTIC RADIO", dijo Louis. 
Nye nunca se retiró. Completó una gira de veinticuatro ciudades para Columbia Artists, poniendo fin a la gira con un período de 2 semanas en el casino Sahara en Las Vegas. Con 92 años, continuaba trabajando en su papel recurrente del padre de Jeff en la serie de HBO, Curb Your Enthusiasm de 2000 a 2005. 
Nye se casó a finales de los años 1940 con la pianista y compositora Anita Leonard, quien escribió "A Sunday Kind of Love". Tuvieron un hijo, el artista Peter Nye. 
El 9 de octubre de 2005, Nye fallece por complicaciones de cáncer de pulmón a los 92 años. Fue enterrado en el cementerio Hillside Memorial Park en Culver City, California.

## Filmografía
- Sex Kittens Go to College (1960) ... Dr. Zorch
- The Facts of Life (1960) ... Hamilton Busbee
- The Last Time I Saw Archie (1961) ... Private Sam Beacham
- Zotz! (1962) ... Hugh Fundy
- The Stripper (1963) ... Ronnie
- The Wheeler Dealers (1963) ... Stanislaus
- Who's Been Sleeping in My Bed? (1963) ... Harry Tobler
- Good Neighbor Sam (1964) ... Det. Reinhold Shiffner
- A Guide for the Married Man (1967) ... Irving
- Won Ton Ton, the Dog Who Saved Hollywood (1976) ... Radio Announcer
- Charge of the Model T's (1977)
- Harper Valley PTA (1978) ... Kirby Baker
- Full Moon High (1981) ... Minister
- Cannonball Run II (1984) ... Fisherman
- O.C. and Stiggs (1987) ... Garth Sloan